# Sciothamnus
Sciothamnus är ett släkte av flockblommiga växter. Sciothamnus ingår i familjen flockblommiga växter.
Kladogram enligt Catalogue of Life: